# Brenton Thwaites
Brenton Thwaites (ur. 10 sierpnia 1989 w Cairns) – australijski aktor telewizyjny i filmowy.

## Życiorys

### Wczesne lata
Urodził się w Cairns, nadmorskim mieście w Queensland w Australii jako syn Fiony Middleton i Petera Thwaitesa. Wychowywał się z siostrą Stacey. W 2006 ukończył Cairns State High School. Jeździł na desce surfingowej i grał na gitarze. W wolnych chwilach montował znajomym teledyski. Wszystko zmienił casting do lokalnej grupy teatralnej, gdzie otrzymał rolę Romea w przedstawieniu Romeo i Julia. W 2010 otrzymał dyplom z Queensland University of Technology, gdzie przez trzy lata studiował aktorstwo.

### Kariera
W 2010 zadebiutował jako Sam w dreszczowcu Charge Over You. Rok potem wystąpił też gościnnie w serialu Morski patrol (2011) i filmie krótkometrażowym Headsmen (2011) jako Max Patterson. Popularność w Australii zdobył jako surfer Luke Gallagher w serialu SLiDE (2011). Zagrał główną rolę w telewizyjnej ekranizacji powieści Henry’ego De Vere Stacpoole stacji Lifetime Błękitna laguna: Przebudzenie (Blue Lagoon: The Awakening, 2012) z Indianą Evans, Denise Richards, Hayley Kiyoko i Christopherem Atkinsem.
Pojawił się także w horrorze Mike’a Flanagana Oculus (2013) z Karen Gillan i filmie fantastycznonaukowym Sygnał (2014) u boku Laurence’a Fishburne. W baśni przygodowej Czarownica (2014) z Angeliną Jolie wystąpił w roli księcia Filipa, który musi pocałować Aurorę (Elle Fanning), aby obudzić ją z głębokiego snu. W dreszczowcu kryminalnym Son of a Gun (2014) u boku Ewana McGregora i Jacka Komana wystąpił jako Jesse Ryan „JR” White. Rola Henry’ego Turnera w filmie Piraci z Karaibów: Zemsta Salazara (2017) przyniosła mu nominację do Teen Choice Awards.

## Życie prywatne
W 2015 związał się z Chloe Pacey, która w marcu 2016 urodziła córkę.

## Filmografia

### Filmy fabularne
- 2012: Błękitna laguna: Przebudzenie jako Dean McMullen
- 2013: Oculus jako Tim Russell
- 2014: Sygnał jako Nic Eastman
- 2014: Czarownica jako książę Filip
- 2014: Dawca pamięci jako Jonas
- 2016: Bogowie Egiptu jako Bek
- 2017: Piraci z Karaibów: Zemsta Salazara jako Henry Turner

### Seriale TV
- 2011: Morski patrol jako Leigh Scarpia
- 2011–2012: Zatoka serc jako Stu Henderson
- 2018–2023: Titans jako Dick Grayson / Robin